# غواصة روميو
الغواصة روميو (بالإنجليزية: Romeo-class submarine)‏ وهي غواصة سوفيتية تعمل إما بالديزل أو الكهرباء، صنعت عام 1950. ويمكن اعتبارها نسخة مطورة من الغواصة الألمانية xxi u-boat التي حاربت في صفوف البحرية الألمانية في الحرب العالمية الثانية. ففي نهاية الحرب العالمية الثانية وبعد سقوط دولة النازي حصل السوفييت علي العديد من هذة الغواصات وتمكنوا من الحصول علي تكنولوجيات رئيسية معينة فيها وهذة التقنيات ساعدت علي تصميم وصناعة الغواصات السوفيتية من طراز زولو وويسكي ومزيد من التحسينات عليها تم إنتاج الفئة روميو.
صنع منها فقط 20 غواصة بدلا من 560 من أكتوبر 1957حتى ديسمبر 1961 لان الاهتمام كان فقط للغواصات النووية.واليوم تعتبر هذه الغواصة من الغواصات القديمة العتيقة البالية مع ان بعض الجيوش مازالت تستخدمها حتى الآن والبعض الآخر يستخدمها في التدريب ومراقبة السفن.

## الدول المستخدمة لها
- روسيا: تمتلك الآن 20 غواصة منها في الخدمة ولكن لاتستخدم كسفن قتالية في البحرية الروسية وتبقي واحدة أو اثنان منها في مرافق التدريب.
- كوريا الشمالية: تملك منها 22 غواصة وهي غواصات تم تجميعها محليا بمكونات صينية، منها 4 غواصات متمركزة علي سواحلها الغربية.
- الصين: أنتجت مايقدر ب 84 غواصة روميو خلال الحرب الباردة الغي معظمها ولكن لايزال 31 غواصة منها للتدريب.
- بلغاريا: لديها واحدة التي تعمل الآن من اصل 4 غواصات تم استيرادها من الاتحاد السوفيتي.
- سوريا: الغت غواصاتها الثلاثة التي استوردتها من الاتحاد السوفيتي.
- مصر: تعمل لديها الآن اربع غواصات من اصل ستة تمت تحديثها بالتعاون مع الصين.
- الجزائر: 8 تستخدم لتدريب